# Гнатевич Модест
о. Модест Гнатевич (хресне ім'я Михайло, 20 листопада 1810, Угнів, нині Сокальський район Львівської області, Україна — 2 березня 1865, Бучач) — український священник-василіянин, педагог, дослідник історичного минулого, зокрема, Бучаччини.

## Життєпис
Народився 20 листопада 1810 року в містечку Угневі поблизу Белза (нині Сокальського раойну Львівської області, Україна).
У 1835–1838 роках навчався у Львівській греко-католицькій архієпархіальній семінарії. Не дочекавшись висвячення на єпархіального священника, вступив до Василіянського Чину на новіціят у Добромильському монастирі 5 листопада 1839 року. Наступного року 26 листопада склав вічні обіти, а 3 грудня того ж року отримав священничі свячення, після чого до кінця життя (24 роки) був ченцем Бучацького монастиря оо. Василіян і професором гімназії при монастирі. Займався дослідженням матеріалів до історії Бучача, Бучацького монастиря та інших церков і монастирів Галичини.
Автор праці з історії Бучача, над якою працював багато років. Її було надруковано в часописі «Слово» під назвою «Бучач» Венедиктом Площанським у 1864–1865 роках. Його праця мала значний авторитет, на неї, зокрема, посилалися Садок Баронч під час написання своєї «розвідки» про місто — «Pamiątki buczackie», Осип Залеський — у «Наше шкільництво, від сивої давнини по 1939 рік».